# Fulgence Kayishema
Fulgence Kayishema, född 1960 i Kivumu, är en rwandisk (hutu) polischef som anklagats för krigsförbrytelser i samband med sin roll i folkmordet i Rwanda 1994.
Kayishemas åtal gäller hans inblandning i massakrer från den 6 april 1994 till den 20 april samma år. Fulgence Kayishema anklagas av åklagaren vid Internationella Rwandatribunalen (ICTR) för folkmord, konspiration för att begå folkmord och utrotning (brott mot mänskligheten).
ICTR:s åtal, daterat den 5 juli 2001, hävdar att Fulgence Kayishema bland annat beordrade Gaspard Kanyarukiga och Athanase Seromba med fler om dödandet av tutsier inne i Kibuyes kyrka. Uppskattningsvis 2 000 civila dog i denna attack. Den amerikanska regeringen erbjöd en belöning på upp till 5 miljoner USD för information som leder till Kayishemas arrestering.
Den 25 maj 2023 greps Fulgence Kayishema i Paarl i Sydafrika i en gemensam operation mellan sydafrikanska myndigheter och International Residual Mechanism for Criminal Tribunals.